# Ioánnis Drymonákos
Ioánnis « Yánnis » Drymonákos (grec moderne : Ιωάννης «Γιάννης» Δρυμωνάκος, né le 18 janvier 1984 à Athènes) est un nageur grec spécialiste des épreuves de papillon et de quatre nages.

## Palmarès

### Championnats d'Europe

#### Grand bassin
- Championnats d'Europe 2006 à Budapest (Hongrie) :
  -  Médaille d'argent du 200 m papillon.

- Championnats d'Europe 2010 à Budapest (Hongrie) :
  -  Médaille de bronze du 200 m papillon.

- Championnats d'Europe 2012 à Debrecen (Hongrie) :
  -  Médaille de bronze du 200 m papillon.
  -  Médaille de bronze du 400 m quatre nages.

#### Petit bassin
- Championnats d'Europe 2006 à Helsinki (Finlande) :
  -  Médaille de bronze du 400 m quatre nages.
- Championnats d'Europe 2007 à Debrecen (Hongrie) :
  -  Médaille de bronze du 200 m papillon.
  -  Médaille de bronze du 400 m quatre nages.